# اکرم زکی
اکرم زکی (انگلیسی: Akram Zaki; ۲۷ اکتبر ۱۹۳۱ – ۳۰ نوامبر ۲۰۱۷) دیپلمات و سیاستمدار اهل پاکستان بود. وی از سال آوریل تا سپتامبر ۱۹۹۱ وزیر امور خارجه پاکستان بوده‌است.